# Valerij Pavlovič Frolov
Valerij Pavlovič Frolov [valérij pávlovič frólov] (rusko Вале́рий Па́влович Фроло́в, angleško Valeri Pavlovich Frolov), rusko-kanadski fizik in astrofizik, * 7. oktober 1946, Moskva.
Frolov je diplomiral leta 1968 na Državni univerzi v Moskvi, kjer je leta 1970 tudi magistriral. Doktoriral je leta 1973 na Fizikalnem inštitutu Lebedjeva. Leta 1997 je odšel v Kanado. Je profesor teoretične fizike na Univerzi Alberte v Edmontonu.
Ukvarja se s klasično in kvantno gravitacijo, fiziko črnih lukenj, z velikimi dodatnimi razsežnostmi, skritimi simetrijami in mnogorazsežnimi črnimi luknjami, problemom entropije črnih lukenj, modeli notranjosti črnih lukenj, kvantno teorijo polja v ukrivljenem prostor-času, kvantnimi pojavi v pospešenih opazovalnih sistemih, kozmološkimi napakami, interakcijo strun in bran s črnimi luknjami, črvinami in problemom časovnih strojev ter pomenom kvantnega pojava.

## Izbrana dela

### Knjige
- Frolov, Valerij Pavlovič; Zelnikov, Andrej Ivanovič (2011), Introduction to Black Hole Physics, Oxford University Press, COBISS 3085668, ISBN 978-0-19-969229-3
- Novikov, Igor Dimitrijevič; Frolov, Valerij Pavlovič (november 1998), Black Hole Physics: Basic Concepts and New Developments, Fundamental Theories of Physics, zv. 96 (1. izd.), Dordrecht; Boston: Kluwer Academic Publishers, ISBN 0-7923-5145-2{{citation}}:  Vzdrževanje CS1: samodejni prevod datuma (povezava)

### Strokovni članki
- DeRosa, Ryan; Driggers, Jennifer C.; Atkinson, Dani; Miao, Haixing; Frolov, Valerij Pavlovič; Landry, Michael; Giaime, Joseph Anthony; Adhikari, Rana X. (november 2012), »Global feed-forward vibration isolation in a km scale interferometer«, Classical And Quantum Gravity, 29 (21): 215008, doi:10.1088/0264-9381/29/21/215008, ISSN 0264-9381{{citation}}:  Vzdrževanje CS1: samodejni prevod datuma (povezava)
- Frolov, Valerij Pavlovič (23. december 1994), Black Hole Entropy, arXiv:hep-th/9412211
- Frolov, Valerij Pavlovič (25. november 2014), Do Black Holes Exist?, arXiv:1411.6981
- Frolov, Valerij Pavlovič; Goswami, Rituparno (2007), »Surface Geometry of 5D Black Holes and Black Rings«, Phys.Rev., D75 (124001), arXiv:gr-qc/0612033, doi:10.1103/PhysRevD.75.124001
- Frolov, Valerij Pavlovič; Hendy, S.; Larsen, A. L. (1996), »How to Create a 2-D Black Hole«, Phys.Rev., D54: 2483–2493, arXiv:hep-th/9511069, Bibcode:1995hep.th...11069F
- Frolov, Valerij Pavlovič; Mukohyama, Shinji (2011), »Brane Holes«, Phys.Rev., D83: 044052, arXiv:1012.4541, doi:10.1103/PhysRevD.83.044052
- Frolov, Valerij Pavlovič; Zelnikov, Andrej Ivanovič (2015), »Bi-conformal symmetry and static Green functions in the Schwarzschild-Tangherlini spacetimes«, Journal of High Energy Physics, 2015: 14, arXiv:1412.6719, Bibcode:2014arXiv1412.6719F, doi:10.1007/JHEP04(2015)014, ISSN 1029-8479
- Novikov, Igor Dimitrijevič; Frolov, Valerij Pavlovič (Januar 1986), Physics of Black Holes, doi:10.1007/978-94-017-2651-1
- Novikov, Igor Dimitrijevič; Frolov, Valerij Pavlovič (2001), »Черные дыры во Вселенной«, Uspehi fizičeskih nauk, 171 (3): 307–324, doi:10.3367/UFNr.0171.200103e.0307